# ميامي سبرنغز (فلوريدا)
ميامي سبرنغز (بالإنجليزية: Miami Springs)‏ هي مدينة أمريكية تقع في ولاية فلوريدا. تبلغ مساحة هذه المدينة 7.7 (كم²)،ويبلغ عدد سكانها 12631 نسمة حسب إحصاء سنة 2010 م 12631.تشير إحصاءات سنة 2000م بأن الكثافة السكانية في هذه المدينة تقدر بـ(1800) نسمة/كم2 

## أعلام
- جوي كولتر
- جيمس س. ستيفنز
- فرد فرينك
- راي موريسون
- تي ي. هيلتون